# Lobelia langeana
Lobelia langeana là loài thực vật có hoa trong họ Hoa chuông. Loài này được Dusén mô tả khoa học đầu tiên năm 1910.